# Джулія Казоні
Джулія Казоні (італ. Giulia Casoni; нар. 19 квітня 1978, Феррара, Італія) — колишня італійська тенісистка.
Найвищу одиночну позицію світового рейтингу — 83 місце досягла 8 січня 2001, парну — 51 місце — 19 лютого 2001 року.
Здобула 4 одиночні та 3 парні титули.
Найвищим досягненням на турнірах Великого шолома було 3 коло в одиночному розряді.
Завершила кар'єру 2006 року.

## Фінали турнірів WTA

### Парний розряд: 4 (3–1)
| Легенда                      |
| ---------------------------- |
| Турніри Великого шлему (0–0) |
| Tier I 5 (0–0)               |
| Tier II (0–0)                |
| Tier III, IV & V (3–1)       |

| Результат | Ранг | Дата | Турнір                                                | Покриття | Партнерка        | Суперниці                             | Рахунок        |
| --------- | ---- | ---- | ----------------------------------------------------- | -------- | ---------------- | ------------------------------------- | -------------- |
| Поразка   | 1.   | 1994 | Internazionali Femminili di Tennis di Palermo, Італія | Ґрунт    | Аліче Канепа     | Руксандра Драгомір Лаура Гарроне      | 1–6, 0–6       |
| Перемога  | 1.   | 2000 | Кнокке-Гейст, Бельгія                                 | Ґрунт    | Ірода Туляганова | Кетрін Берклей Ева Дірберг            | 2–6, 6–4, 6–4  |
| Перемога  | 2.   | 2001 | Голд-Кост, Австралія                                  | Тверде   | Жанетта Гусарова | Каті Шлукебір Меган Шонессі           | 7–6(11–9), 7–5 |
| Перемога  | 3.   | 2005 | Internazionali Femminili di Tennis di Palermo, Італія | Ґрунт    | Марія Коритцева  | Клаудія Янс-Ігначик Аліція Росольська | 4–6, 6–3, 7–5  |

## Юніорські фінали турнірів Великого шолома

### Дівчата, парний розряд: 1 (1–0)
| Результат | Рік  | Турнір                               | Покриття | Партнерка    | Суперниці                        | Рахунок       |
| --------- | ---- | ------------------------------------ | -------- | ------------ | -------------------------------- | ------------- |
| Перемога  | 1996 | Відкритий чемпіонат Франції з тенісу | Ґрунт    | Аліче Канепа | Анна Курникова Людмила Вармужова | 6–2, 5–7, 7–5 |

## Фінали ITF
| турніри $100,000 |
| турніри $75,000  |
| турніри $50,000  |
| турніри $25,000  |
| турніри $10,000  |

### Одиночний розряд (4–6)
| Результат | Ранг | Дата            | Турнір                     | Покриття   | Суперниця                  | Рахунок          |
| --------- | ---- | --------------- | -------------------------- | ---------- | -------------------------- | ---------------- |
| Поразка   | 1.   | 28 серпня 1994  | Альгеро, Італія            | Тверде     | Коріна Мораріу             | 5–7, 6–7(5)      |
| Перемога  | 2.   | 18 червня 1995  | Фонтанафредда, Італія      | Ґрунт      | Моніка Гульєльмі           | 7–6, 7–6         |
| Перемога  | 3.   | 4 серпня 1996   | Катанія, Італія            | Ґрунт      | Деббі Гак                  | 4–6, 6–3, 6–4    |
| Перемога  | 4.   | 31 березня 1997 | Макарська, Хорватія        | Ґрунт      | Анна Фелденьї              | 3–6, 6–2, 6–4    |
| Поразка   | 5.   | 3 серпня 1997   | Катанія, Італія            | Ґрунт      | Антонелла Серра-Дзанетті   | 7–6(3), 3–6, 3–6 |
| Поразка   | 6.   | 8 грудня 1997   | Ешпіню, Португалія         | Ґрунт      | Марія Паола Дзавальї       | 5–7, 6–7(8)      |
| Поразка   | 7.   | 7 лютого 1998   | Беркенгед, Велика Британія | Тверде (i) | Петра Мандула              | 0–6, 6–2, 3–6    |
| Поразка   | 8.   | 13 грудня 1998  | Майорка, Іспанія           | Ґрунт      | Роса Марія Андрес Родрігес | 7–5, 4–6, 3–6    |
| Перемога  | 9.   | 20 червня 1999  | Стамбул, Туреччина         | Тверде     | Петра Бегеров              | 7–5, 1–6, 6–4    |
| Поразка   | 10.  | 19 квітня 2000  | Кань-сюр-Мер, Франція      | Тверде     | Ірода Туляганова           | 2–6, 3–6         |

### Парний розряд (27–10)
| Результат | Ранг | Дата            | Турнір                       | Покриття   | Партнерка                 | Суперниці                                     | Рахунок          |
| --------- | ---- | --------------- | ---------------------------- | ---------- | ------------------------- | --------------------------------------------- | ---------------- |
| Перемога  | 1.   | 5 вересня 1993  | Фонтанафредда, Італія        | Ґрунт      | Аліче Канепа              | Германа ді Натале Джулія Тоскі                | 7–6, 6–1         |
| Поразка   | 2.   | 21 серпня 1994  | Коксейде, Бельгія            | Ґрунт      | Сара Вентура              | Франческа Любіані Марія Паола Дзавальї        | 6–7, 5–7         |
| Перемога  | 3.   | 24 квітня 1995  | Барі, Італія                 | Ґрунт      | Аліче Канепа              | Марина Гойкович Драгана Зарич                 | 6–0, 6–0         |
| Поразка   | 4.   | 12 червня 1995  | Масса, Італія                | Ґрунт      | Аліче Канепа              | Еммануель Гальярді Марція Гроссі              | 6–3, 4–6, 5–7    |
| Перемога  | 5.   | 18 березня 1996 | Реймс, Франція               | Ґрунт      | Флора Перфетті            | Сьобган Дрейк-Брокмен Катрін Танв'є           | 6–3, 4–6, 6–0    |
| Перемога  | 6.   | 27 липня 1997   | Камайоре, Італія             | Ґрунт      | Федеріка Фортуні          | Сінді Док Дженні-Енн Фетч                     | 6–4, 6–1         |
| Перемога  | 7.   | 3 серпня 1997   | Катанія, Італія              | Ґрунт      | Федеріка Фортуні          | Наталія Бондаренко Биляна Павлова-Димитрова   | 7–6, 6–2         |
| Перемога  | 8.   | 10 серпня 1997  | Катанія, Італія              | Ґрунт      | Сабіна Да Понте           | Дін Дін Ні Вей                                | 6–4, 6–2         |
| Перемога  | 9.   | 8 грудня 1997   | Ешпіню, Португалія           | Ґрунт      | Марія Паола Дзавальї      | Тамара Аранда Хулія Карбальяль                | 6–2, 6–4         |
| Перемога  | 10.  | 7 лютого 1998   | Беркенгед, Велика Британія   | Тверде (i) | Ганна Запорожанова        | Наталія Єгорова Ольга Іванова                 | 6–3, 6–2         |
| Поразка   | 11.  | 24 серпня 1998  | Мілан, Італія                | Трава      | Маріяна Ковачевич         | Мотідзукі Хіроко Такемура Рьоко               | 6–4, 6–7(5), 4–6 |
| Поразка   | 12.  | 27 вересня 1998 | Лечче, Італія                | Ґрунт      | Стефанія К'єппа           | Катя Альтілія Штефані Гайднер                 | 0–6, 2–6         |
| Перемога  | 13.  | 13 грудня 1998  | Майорка, Іспанія             | Ґрунт      | Катя Альтілія             | Паула Гарсія Келлі Лігган                     | 6–3, 7–6(4)      |
| Поразка   | 14.  | 7 червня 1999   | Галатіна, Італія             | Ґрунт      | Марія Паола Дзавальї      | Маріана Діас-Оліва Еріка Краут                | 1–6, 3–6         |
| Перемога  | 15.  | 20 червня 1999  | Стамбул, Туреччина           | Тверде     | Кірстін Фрає              | Андреа Шебова Магдалена Зденовкова            | 6–3, 6–3         |
| Перемога  | 16.  | 6 березня 2000  | Ортізеї, Італія              | Тверде (i) | Антонелла Серра-Дзанетті  | Анжеліка Бахманн Ева Дірберг                  | 6–3, 4–6, 2–6    |
| Перемога  | 17.  | 10 квітня 2000  | Кань-сюр-Мер, Франція        | Тверде (i) | Анжеліка Бахманн          | Ірода Туляганова Ганна Запорожанова           | 7–5, 6–1         |
| Поразка   | 18.  | 22 жовтня 2000  | Кардіфф, Велика Британія     | Килим (i)  | Лоранс Куртуа             | Жулі Пуллен Лорна Вудрофф                     | 6–0, 1–6, 3–6    |
| Перемога  | 19.  | 29 липня 2001   | Памплона, Іспанія            | Тверде     | Роберта Вінчі             | Труді Мусгрейв Жулі Пуллен                    | 7–6, 6–4         |
| Перемога  | 20.  | 3 вересня 2001  | Фано, Італія                 | Ґрунт      | Каталін Мароші            | Ева Бес Хісела Рієра                          | 6–3, 6–4         |
| Поразка   | 21.  | 27 січня 2002   | Фуллертон (Каліфорнія), США  | Тверде     | Аманда Гопманс            | Мелісса Міддлтон Брі Ріппнер                  | 6–2, 4–6, 5–7    |
| Перемога  | 22.  | 3 лютого 2002   | Рокфорд (Іллінойс), США      | Тверде (i) | Аманда Гопманс            | Мелісса Міддлтон Брі Ріппнер                  | 6–4, ret.        |
| Поразка   | 23.  | 11 лютого 2003  | Саутгемптон, Велика Британія | Тверде (i) | Роберта Вінчі             | Ольга Барабанщикова Надія Островська          | 3–6, 4–6         |
| Перемога  | 24.  | 7 вересня 2003  | Фано, Італія                 | Ґрунт      | Кончіта Мартінес Гранадос | Гала Леон Гарсія Марія Емілія Салерні         | 6–3, 6–3         |
| Перемога  | 25.  | 5 жовтня 2003   | Казерта, Італія              | Ґрунт      | Марет Ані                 | Роса Марія Андрес Родрігес Бахія Мухтассен    | 7–5, 7–5         |
| Поразка   | 26.  | 23 травня 2004  | Казерта, Італія              | Ґрунт      | Владіміра Угліржова       | Андрея Ехрітт-Ванк Роса Марія Андрес Родрігес | 1–6, 6–4, 4–6    |
| Перемога  | 27.  | 31 травня 2004  | Галатіна, Італія             | Ґрунт      | Владіміра Угліржова       | Надія Островська Катрін Верле-Шеллер          | 6–4, 6–0         |
| Поразка   | 28.  | 9 серпня 2004   | Мартіна-Франка, Італія       | Ґрунт      | Ніна Братчикова           | Орелі Веді Ясмін Вер                          | 1–6, 6–3, 6–7    |
| Перемога  | 29.  | 28 вересня 2004 | Белград, Сербія              | Ґрунт      | Дарія Юрак                | Катерина Бичкова Надія Островська             | 6–0, 6–2         |
| Перемога  | 30.  | 19 грудня 2004  | Бергамо, Італія              | Тверде     | Франческа Любіані         | Ленка Немечкова Юлія Шруфф                    | 6–2, 6–3         |
| Перемога  | 31.  | 13 лютого 2005  | Редбрідж, Велика Британія    | Тверде (i) | Франческа Любіані         | Дар'я Кустова Катерина Макарова               | 6–4, 6–3         |
| Перемога  | 32.  | 7 травня 2005   | Катанія, Італія              | Ґрунт      | Альберта Бріанті          | Джулія Габба Валентіна Сульпіціо              | 6–3, 6–3         |
| Перемога  | 33.  | 28 травня 2005  | Кампобассо, Італія           | Ґрунт      | Бахія Мухтассен           | Катарина Кашликова Ленка Тварошкова           | 6–0, 7–5         |
| Перемога  | 34.  | 12 червня 2005  | Горіція, Італія              | Ґрунт      | Валентіна Сульпіціо       | Олена Антипіна Ніна Братчикова                | 6–2, 6–0         |
| Перемога  | 35.  | 14 серпня 2005  | Ріміні, Італія               | Ґрунт      | Марія Коритцева           | Дар'я Кустова Катерина Макарова               | 6–2, 6–4         |
| Перемога  | 36.  | 19 лютого 2006  | Сагне (місто), Канада        | Тверде (i) | Альберта Бріанті          | Ракел Атаво Алік Цубанос                      | 6–4, 7–6(4)      |
| Перемога  | 37.  | 26 лютого 2006  | Saint-Georges, Канада        | Тверде (i) | Альберта Бріанті          | Вероніка Хвойкова Домініка Цібулкова          | 6–2, 3–6, 6–1    |